# Clarence Ross

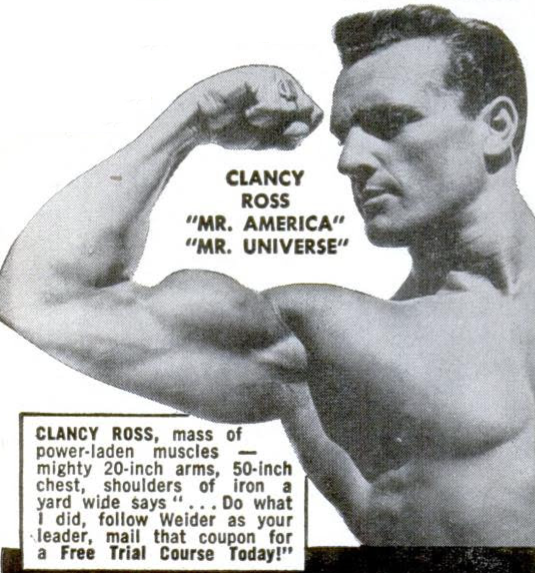
Clarence Ross auf einem Plakat, 1958

Clarence Ross (* 26. Oktober 1923 in Oakland, Kalifornien; † 30. April 2008) war ein US-amerikanischer Bodybuilder.

## Leben
Ross wuchs nach der Scheidung seiner Eltern in einem Waisenhaus auf. Bereits im Alter von 17 Jahren begann er mit dem Bodybuilding. Nach dem Angriff Japans auf Pearl Harbor trat Ross in die US-Luftstreitkräfte ein, denen er bis November 1945 angehörte. Ross eröffnete ein Sportstudio in Altedena. Bereits 1945 gewann er Titel Mr. America der Amateur Athletic Union. Im Jahr 1946 verteidigte er erfolgreich seinen Titel als Mr. America, zwei Jahre später gewann er den Titel Mr. USA. 1949 versuchte er erneut, den Titel Mr. America zu verteidigen, unterlag jedoch dem Mitbewerber John Grimek. Stattdessen konnte Ross in diesem Jahr die Nordamerikanische Meisterschaft gewinnen.
Neben seiner sportlichen Laufbahn war Ross als Sportfunktionär tätig.

## Ehrungen
Ross wurde 2002 in die Hall of Fame der IFBB aufgenommen.